# 海寧市鎮
海寧市鎮（丹麥語：Herning Kommune）是丹麥的一個市鎮，位於日德蘭半島中西部，屬中日德蘭大區。面積1,323.5平方公里，2009年人口85,217人。行政中心为海寧。